# شب‌دوست بزرگ نقره‌ای
شب‌دوست بزرگ نقره‌ای(نام علمی: Otolemur monteiri) نام یک گونه از سرده شب‌دوست بزرگ است.